# Ітонтаун (Нью-Джерсі)
Ітонтаун (англ. Eatontown) — місто (англ. borough) в США, в окрузі Монмаут штату Нью-Джерсі. Населення — 13 597 осіб (2020).

## Географія
Ітонтаун розташований за координатами 40°17′30″ пн. ш. 74°3′16″ зх. д. / 40.29167° пн. ш. 74.05444° зх. д. (40.291607, -74.054357).  За даними Бюро перепису населення США в 2010 році місто мало площу 15,22 км², з яких 15,09 км² — суходіл та 0,13 км² — водойми.

## Демографія
Згідно з переписом 2010 року, у селищі мешкало 12 709 осіб у 5319 домогосподарствах у складі 3136 родин. Було 5723 помешкання
Расовий склад населення:
| - 71,3 % — білих - 12,4 % — чорних або афроамериканців - 8,7 % — азіатів - 0,3 % — корінних американців - 0,1 % — вихідців з тихоокеанських островів - 3,6 % — осіб інших рас |

До двох чи більше рас належало 3,6 %. Частка іспаномовних становила 12,4 % від усіх жителів.
За віковим діапазоном населення розподілялося таким чином: 20,7 % — особи молодші 18 років, 65,3 % — особи у віці 18—64 років, 14,0 % — особи у віці 65 років та старші. Медіана віку мешканця становила 39,6 року. На 100 осіб жіночої статі у селищі припадало 97,2 чоловіків;  на 100 жінок у віці від 18 років та старших — 93,4 чоловіків також старших 18 років.
Середній дохід на одне домашнє господарство  становив 84 414 долари США (медіана — 64 149), а середній дохід на одну сім'ю — 106 434 долари (медіана — 77 841). Медіана доходів становила 61 162 долари для чоловіків та 42 352 долари для жінок. За межею бідності перебувало 9,2 % осіб, у тому числі 12,5 % дітей у віці до 18 років та 8,2 % осіб у віці 65 років та старших.
Цивільне працевлаштоване населення становило 6513 особи. Основні галузі зайнятості: освіта, охорона здоров'я та соціальна допомога — 24,9 %, роздрібна торгівля — 14,8 %, мистецтво, розваги та відпочинок — 9,4 %, науковці, спеціалісти, менеджери — 9,1 %.